# Hermigua
Hermigua er en by og kommune i det sydvestlige Spanien på øen La Gomera i provinsen Santa Cruz de Tenerife, De Kanariske Øer. Den har et indbyggertal på 1.887 (2024) indbyggere. Den ligger på den nordøstlige del af øen.

## Historie
Dalen Hermigua blev allerede beboet af Guancherne, som kaldte området Mulagua. Kommunen Hermiguas oprindelse ligger helt tilbage i det 16. århundrede, da bydelen Valle Alto blev grundlagt.

## Økonomi
Hermigua er kendt som øens vandrigeste dal og får hele året vand fra det 150 m høje vandfald Chorro del Cedro. Derfor lever beboerne i Hermigua foruden lidt turisme hovedsageligt af landbrug. På terrasserne i den mest solrige del af dalen dyrkes der blandt andet kartofler, meloner, bananer, korn, oliefrø, græskar, bønner og druer.
Nationalparken Garajonay Nationalpark, der delvis tilhører kommunen Hermigua, ligger cirka seks kilometer øst for kommunens midtpunkt.

## Seværdigheder
- Hermiguas vartegn, de karakteristiske ”tvillingeklipper Roques de San Pedro, en gammel vulkanåbning ved Monteforte.
- Valle Alto hedder Hermiguas første bosættelse, hvor også kirken Iglesia de Santo Domingo de Guzmán og klosteret med samme navn, erbaut bygget fra 1515 til 1520, befinder sig.
- Senere i 1650 kom den nye del Valle Bajo Iglesia de Nuestra Señora de la Encarnación med en jomfru-skulptur af billedhuggeren Fernando Estévez til.
- Det Kulturhistoriske Museum Los Telares viser vævning og andet kunsthåndværk
- Skoven Cedro og kapellet Nuestra Señora de Lurdes
- Vandfaldet El Chorro (øens højeste vandfald)
- Den 1757 hektar store park naturparkenMajona, øst for Hermigua. Parken har områder med kanariske og Aleppo-fyrretræer, det stedsegrønne nåletræer af Juniperus phoenicea og vilde olietræer. Fra dyreverdenen kan blandt andet mange sommerfugle.
- Den tidligere ladeplads (med La Piscina - en tidligere bananvaskeplads og i nutiden havvandssvømmebassin)

## Galleri
- Hermigua Kirke
- Hermigua
- Roques de San Pedro"
- Terrasserne ved Hermigua